# Buhruvate, Ohtîrka
Buhruvate (în ucraineană Бугрувате) este localitatea de reședință a comunei Buhruvate din raionul Ohtîrka, regiunea Sumî, Ucraina.

## Demografie
Componența lingvistică a localității Buhruvate
     Ucraineană (97,49%)
     Rusă (2,16%)
     Alte limbi (0,34%)
Conform recensământului din 2001, majoritatea populației localității Buhruvate era vorbitoare de ucraineană (97,49%), existând în minoritate și vorbitori de rusă (2,16%).